# Pierre Billon (réalisateur)
Pour les articles homonymes, voir Pierre Billon et Billon.
Pierre Billon, né le 7 février 1901 à Saint-Hippolyte-du-Fort (Gard) et mort le 31 août 1981 à Paris 16e, est un scénariste et un réalisateur français. 

## Biographie
Dans les années d'avant guerre, Pierre Billon, Pierre Abel Billon de son nom complet a réalisé des films d'espionnage (Deuxième Bureau, Au service du tsar, La Bataille silencieuse). 
Il a été membre du jury du Festival de Cannes en 1952.

## Filmographie

### Comme réalisateur
- 1931 : Nuits de Venise
- 1932 : La Chauve-souris
- 1932 : Une nuit au paradis (également producteur)
- 1932 : Faut-il les marier?
- 1933 : Baby / Kiki
- 1933 : La Fille du régiment
- 1933 : Une femme au volant
- 1934 : Le Fakir du Grand Hôtel
- 1934 : La Maison dans la dune
- 1935 : Bourrasque
- 1935 : Deuxième Bureau
- 1936 : L'Argent
- 1936 : Au service du tsar
- 1937 : Courrier sud
- 1937 : La Bataille silencieuse
- 1938 : La Piste du sud
- 1943 : Le soleil a toujours raison
- 1943 : L'Inévitable Monsieur Dubois
- 1943 : Vautrin
- 1945 : Mademoiselle X
- 1946 : L'Homme au chapeau rond
- 1948 : Ruy Blas
- 1949 : Du Guesclin (superviseur)
- 1950 : Au revoir Monsieur Grock
- 1950 : Agnès de rien
- 1950 : Chéri
- 1951 : Mon phoque et elles
- 1953 : Le Marchand de Venise
- 1954 : Orage (Delirio), (coréalisateur avec Giorgio Capitani)
- 1956 : Soupçons
- 1957 : Jusqu'au dernier
- 1964 : Contes pour grands et petits (court métrage)

### Comme assistant réalisateur
- 1928 : Madame Récamier de Gaston Ravel et Tony Lekain
- 1929 : Le Collier de la reine de Gaston Ravel et Tony Lekain
- 1957 : L'Auberge en folie de Pierre Chevalier

### Comme scénariste
- 1932 : La Chauve-souris
- 1932 : Une nuit au paradis
- 1937 : Courrier sud
- 1937 : La Bataille silencieuse
- 1938 : La Piste du sud
- 1943 : Le soleil a toujours raison
- 1943 : L'Inévitable Monsieur Dubois
- 1943 : Vautrin
- 1945 : Mademoiselle X
- 1950 : Agnès de rien
- 1951 : Mon phoque et elles
- 1953 : Le Marchand de Venise
- 1954 : Orage
- 1956 : Soupçons
- 1957 : Jusqu'au dernier
- 1964 : Contes pour grands et petits

## Appréciation
« La plupart des films de cet honnête artisan ont été des succès commerciaux. Outre La Maison dans la dune, le bon spectateur se souvient de L'Inévitable Monsieur Dubois, [...] d'Agnès de rien, du Ruy Blas transposé de Hugo par Jean Cocteau, et surtout de L'Homme au chapeau rond, tragédie comique adaptée, sans faux pas, de L'Éternel Mari de Dostoïevski, dernier film de Raimu. »

— Roger Boussinot, L'Encyclopédie du cinéma, Bordas, 1980